# Mathieu Troonbeeckx
Mathieu Troonbeeckx (16 februari 1998) is een Belgisch voetballer die sinds 2021 uitkomt voor KSK Heist.

## Carrière
Troonbeeckx maakte in 2019 de overstap van KSK Heist naar Sint-Truidense VV. In zijn debuutseizoen kwam hij er slechts drie keer aan spelen toe in de Jupiler Pro League, waarop hij na één seizoen overstapte naar Lierse Kempenzonen. Daar speelde hij in zijn debuutseizoen zeventien wedstrijden in Eerste klasse B. Troonbeeckx vertrok echter opnieuw na amper één seizoen, ditmaal naar zijn ex-club KSK Heist.